# Orthodoxe Kirche in Amerika
Orthodoxe Kirche in Amerika (Orthodox Church in America, OCA) ist der Eigenname einer nach eigenem Verständnis autokephalen Kirche, die das Gebiet der Vereinigten Staaten, von Kanada, so wie Mexiko und Australien umfasst. Neben ihr bestehen in Nordamerika Bistümer anderer orthodoxer Kirchen, so die Griechische Orthodoxe Erzdiözese von Amerika, die Serbische Orthodoxe Kirche in den USA und Kanada, die Antiochenische Orthodoxe Christliche Erzdiözese von Nordamerika u. a.

## Geschichte
Die Orthodox Church in America (OCA) geht auf das Wirken russisch-orthodoxer Missionare um Herman von Alaska in Alaska und den Aleuten im späten 18. Jahrhundert zurück; im späten 19. Jahrhundert kamen russische Exilantengemeinden in Kalifornien und an der Ostküste hinzu. 1917 brachten die Oktoberrevolution und die daraufhin einsetzende Kirchenverfolgung die Kommunikation zwischen den Kirchen in Nordamerika und Russland zum Erliegen. In den frühen 1920er Jahren wies der Patriarch Tichon von Moskau, der zuvor selbst Leiter der amerikanischen Kirche gewesen war, alle russisch-orthodoxen Kirchen außerhalb Russlands an, sich selbst zu verwalten, bis reguläre Kommunikations- und Reisebeziehungen wieder möglich würden.
Etwa zur selben Zeit organisierten sich größere Pfarreien, die zu einer einzigen nordamerikanischen Diözese gehört hatten, als unabhängige Diözesen und schlossen sich zum Teil anderen Mutterkirchen an. Dies führte zum heutigen Zustand, wo sich die organisatorischen Gebiete verschiedener orthodoxer Kirchen in Nordamerika – im Widerspruch zum orthodoxen Kirchenrecht – überlappen.
In den frühen 1960ern, nach dem Ende des Stalinismus, nahm die orthodoxe Kirche in Amerika wieder volle Beziehungen mit dem Patriarchen von Moskau auf und 1970 wurde die Kommunionsgemeinschaft bestätigt. Im April desselben Jahres unterschrieb der Patriarch von Moskau einen Tomos, welcher der OCA die Autokephalie einräumte.
Ein äußerst schwieriges Verhältnis, von Rivalität bis Zusammenarbeit geprägt, hat die OCA mit der russisch-orthodoxen Auslandskirche, weil beide ihren Ursprung in Russland haben und der Status beider Kirchen bis in die jüngste Zeit umstritten war bzw. ist.

## Gegenwart
In den letzten zwanzig Jahren hat die OCA gut 220 neue Pfarreien eingerichtet. Insgesamt verfügt sie derzeit über 12 Diözesen, 623 Pfarreien, Missionen und sonstige Einrichtungen. Darunter sind 456 Pfarreien.
Die OCA verfügt über drei geistliche Seminare, um ihre Priester auszubilden: das Orthodoxe Theologische Seminar St. Tychon in South Canaan (Pennsylvania), das Seminar St. Herman auf der Insel Kodiak (Alaska) und das St. Vladimir’s Orthodox Theological Seminary in New York.
Unter der Jurisdiktion der OCA stehen ferner 27 Klöster, von denen sechs direkt der Jurisdiktion des Metropoliten unterstehen.
Die OCA war Mitglied der Standing Conference of Orthodox Bishops in America (SCOBA), zusammen mit der griechisch-orthodoxen Erzdiözese von Amerika, der antiochenisch-orthodoxen christlichen Erzdiözese von Nordamerika und anderen Mitgliedskirchen. 2010 wurde die SCOBA aufgelöst und durch die Assembly of Canonical Orthodox Bishops of North and Central America ersetzt.

## Leitung
Das Oberhaupt der OCA führt den Titel „Erzbischof von Washington und New York und Metropolit von ganz Amerika und Kanada“.
Seit 2012 wird die Kirche durch den Metropoliten Tichon geleitet.

## Ekklesiologie
Die Autokephalie der OCA ist zwischen den anderen orthodoxen Kirchen umstritten. Sie wird von Moskau anerkannt, jedoch nicht vom Ökumenischen Patriarchat.
Da nach orthodoxer Lehre in jedem Gebiet nur eine einzige autokephale Kirche existieren kann, der sich dann alle dort lebenden orthodoxen Christen anschließen müssen, wurde die Autokephalie vom ökumenischen Patriarchat nicht anerkannt, denn sonst hätten sich die griechischen Gemeinden in den USA auflösen und ihre Mitglieder sich den russischen Gemeinden anschließen müssen. Der Status der amerikanischen Kirche ist bis heute ein ungelöstes Problem in der Orthodoxie.

## Ökumene
Die Kirche ist Mitglied im Nationalen Kirchenrat der USA und im Ökumenischen Rat der Kirchen.